# Laico (Iglesia católica)

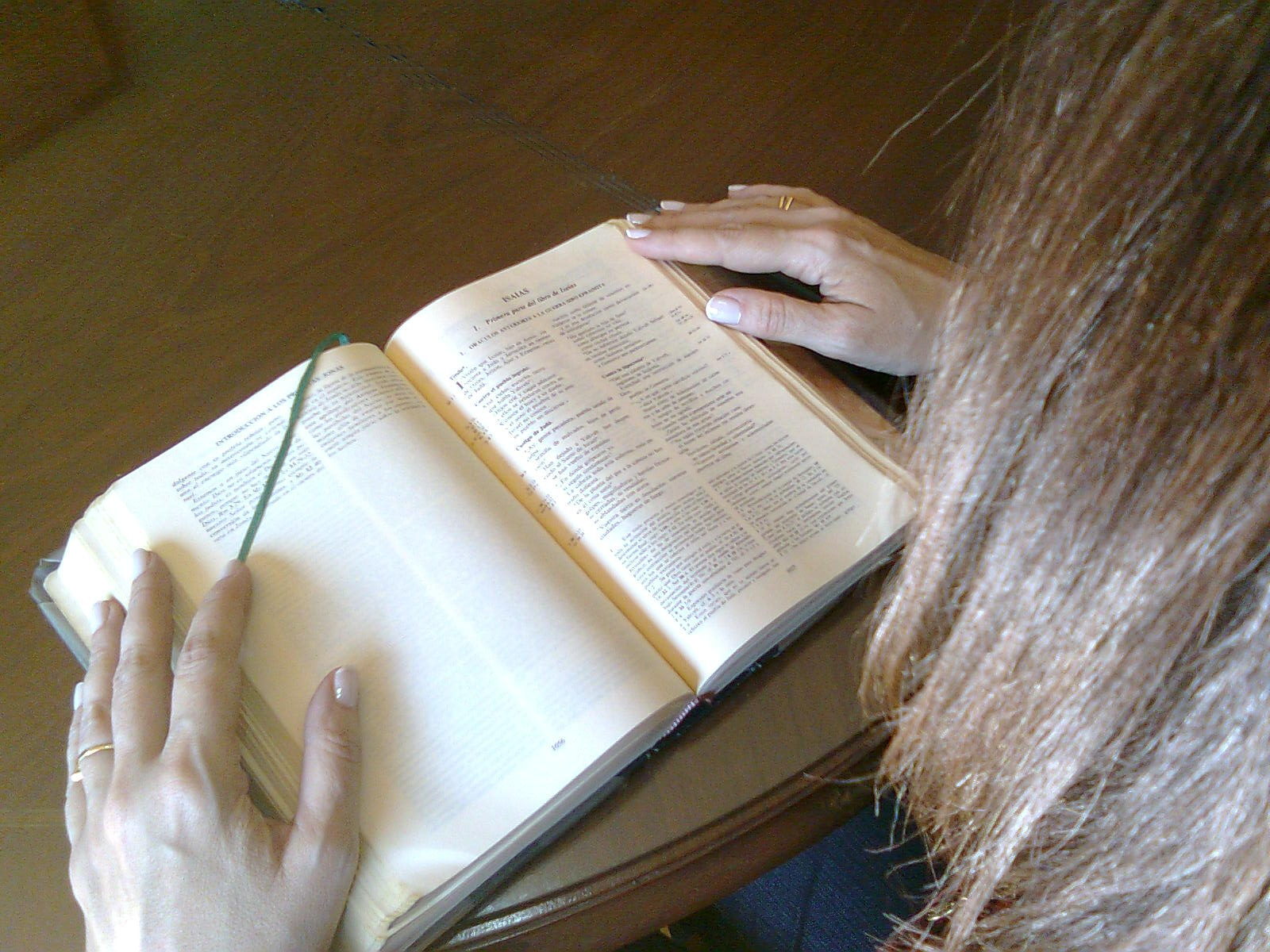
Una laica, leyendo la Biblia de Jerusalén.

En la Iglesia católica, un laico (del latín laĭcus, y este del griego λαϊκός, transliterado: laikós, ‘popular’ –de la raíz λαός laós, ‘pueblo’), también llamado lego, seglar o secular (del latín sæculāris), es aquel fiel que no es miembro del clero; es decir, aquel creyente que no es un clérigo. El conjunto de los laicos de la Iglesia se conoce como laicado.
El redescubrimiento del término «laico» fue impulsado por el Concilio Vaticano II.

## Historia

### En el cristianismo primitivo
Los laicos desempeñaron con frecuencia misiones evangelizadoras o apologéticas desde los comienzos del cristianismo. Justino Mártir abrió en Roma por iniciativa propia una escuela en la que los cristianos bautizados podían profundizar su formación. También Orígenes, siendo aún un laico, dirigió la escuela catequista de Alejandría. Otros reconocidos apologistas y evangelizadores de los siglos II y III eran laicos: Lactancio, Tertuliano, Minucio Félix, etc.

### Tras el Concilio Vaticano II
Desde el Concilio Vaticano II, se destaca cada vez más que el laico en la Iglesia católica es una auténtica vocación. El contenido de esta vocación es la santificación de las obligaciones ordinarias del cristiano y, en primer lugar, las familiares. Así, la Constitución Dogmática Lumen Gentium afirma que su vocación consiste en "iluminar y organizar todos los asuntos temporales a los que están estrechamente vinculados, de tal manera que se realicen continuamente según el espíritu de Jesucristo y se desarrollen y sean para la gloria del Creador y del Redentor" (n. 31). El Decreto conciliar Apostolicam Actuositatem indica que forma parte de esta vocación el apostolado, entendido como deber de acercar almas a Dios.

[…] ejercen el apostolado con su trabajo por evangelizar y santificar a los hombres, y por perfeccionar y saturar de espíritu evangélico el orden temporal, de tal forma que su actividad en este orden dé claro testimonio de Cristo y sirva para la salvación de los hombres. […] Dios llama a los seglares a que, con el fervor del espíritu cristiano, ejerzan su apostolado en el mundo a manera de fermento.
Apostolicam Actuositatem, 2

El Código de Derecho Canónico indica:

Por institución divina, entre los fieles hay en la Iglesia ministros sagrados, que en el derecho se denominan también clérigos; los demás se denominan laicos.
Código de Derecho Canónico, 207 § 1.

Los cánones 224 y siguientes establecen el estatuto de los fieles laicos al dar una lista de derechos y deberes de los fieles laicos. De ellos destaca el canon 225 porque de él se puede extraer una definición positiva del fiel laico: según este canon, los laicos son aquellos que tienen la obligación general de trabajar para que el mensaje divino de salvación sea conocido y recibido por todos los hombres en todo el mundo. Esta obligación les apremia todavía más en aquellas circunstancias en las que solo a través de ellos pueden los hombres oír el Evangelio y conocer a Jesucristo.

Puesto que, en virtud del bautismo y de la confirmación, los laicos, como todos los demás fieles, están destinados por Dios al apostolado, tienen la obligación general y gozan del derecho tanto personal como asociadamente, de trabajar para que el mensaje divino de salvación sea conocido y recibido por todos los hombres en todo el mundo; obligación que les apremia todavía más en aquellas circunstancias en las que sólo a través de ellos pueden los hombres oír el Evangelio y conocer a Jesucristo.
Código de Derecho Canónico, 225 § 1.

Por lo tanto, en el lenguaje católico, el estado laical es uno de los estados en los que el cristiano puede ejercer su misión dentro de la iglesia, además del clerical y del religioso. El laico es aquella persona bautizada, perteneciente a la Iglesia que no ha recibido el sacramento del orden sacerdotal ni ha hecho votos dentro de alguna comunidad religiosa. La Constitución dogmática Lumen gentium aprobada en el Concilio Vaticano II establece "a los laicos corresponde, por propia vocación, tratar de obtener el Reino de Dios gestionando los asuntos temporales y ordenándolos según Dios". El Compendio de doctrina social de la Iglesia señala -a su vez- "Es tarea propia del fiel laico anunciar el Evangelio con el testimonio de una vida ejemplar, enraizada en Cristo y vivida en las realidades temporales..." (Comp DSI, 543); "Los fieles laicos están llamados a cultivar una auténtica espiritualidad laical, que los regenere como hombre y mujeres nuevos, inmersos en el misterio de Dios e incorporados en la sociedad, santos y santificadores"